# 100924 Luctuymans
100924 Luctuymans è un asteroide della fascia principale. Scoperto nel 1998, presenta un'orbita caratterizzata da un semiasse maggiore pari a 2,3481891 UA e da un'eccentricità di 0,2014514, inclinata di 1,72362° rispetto all'eclittica.